# Campora San Giovanni

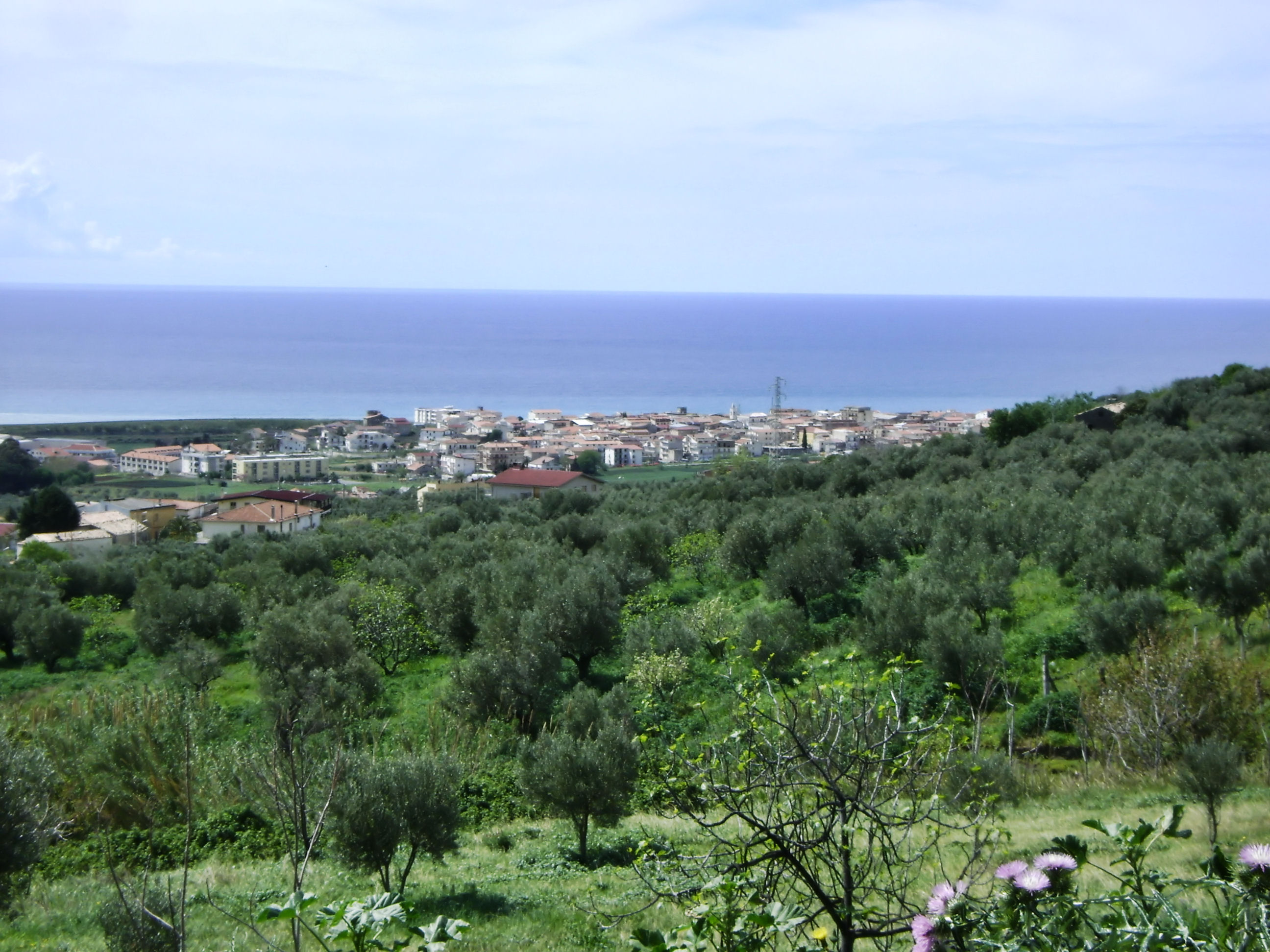
Campora San Giovanni w roku 2009

Campora San Giovanni – dzielnica miasta Amantea, w prowincji Cosenza we Włoszech. Znajduje się blisko granicy prowincji Catanzaro.

## Geografia
Campora jest usytuowana na wybrzeżu Morza Tyrreńskiego. W latach 50. XX wieku zabudowa rozrosła się na klifie, doprowadzając do jej dominacji nad sąsiadującymi plażami. Pobliskie wzgórza wykorzystywane są w uprawie winorośli oraz oliwek. Z ich szczytów rozciąga się widok od zatoki Lamezia Terme, po wulkan Stromboli, którego dymy widoczne są w słoneczny dzień. Niedaleko znajdują się również Wyspy Liparyjskie, na które można dostać się z przystani w mieście.

## Historia
Najstarszym budynkiem miasta jest XIV-wieczna wieża, nazywana w miejscowym dialekcie U Turriune. Jej charakterystyczną cechą są zdobione konsole. Niedawno Campora wzbogaciła się o przystań (2002) oraz plac Świętego Franciszka z Paoli. Ten ostatni jest lokalnym patronem, a jego święto trwa od 1 do 3 września. Charakterystyczną częścią uroczystości jest procesja, podczas której wzdłuż ulic przenoszona jest figura świętego.

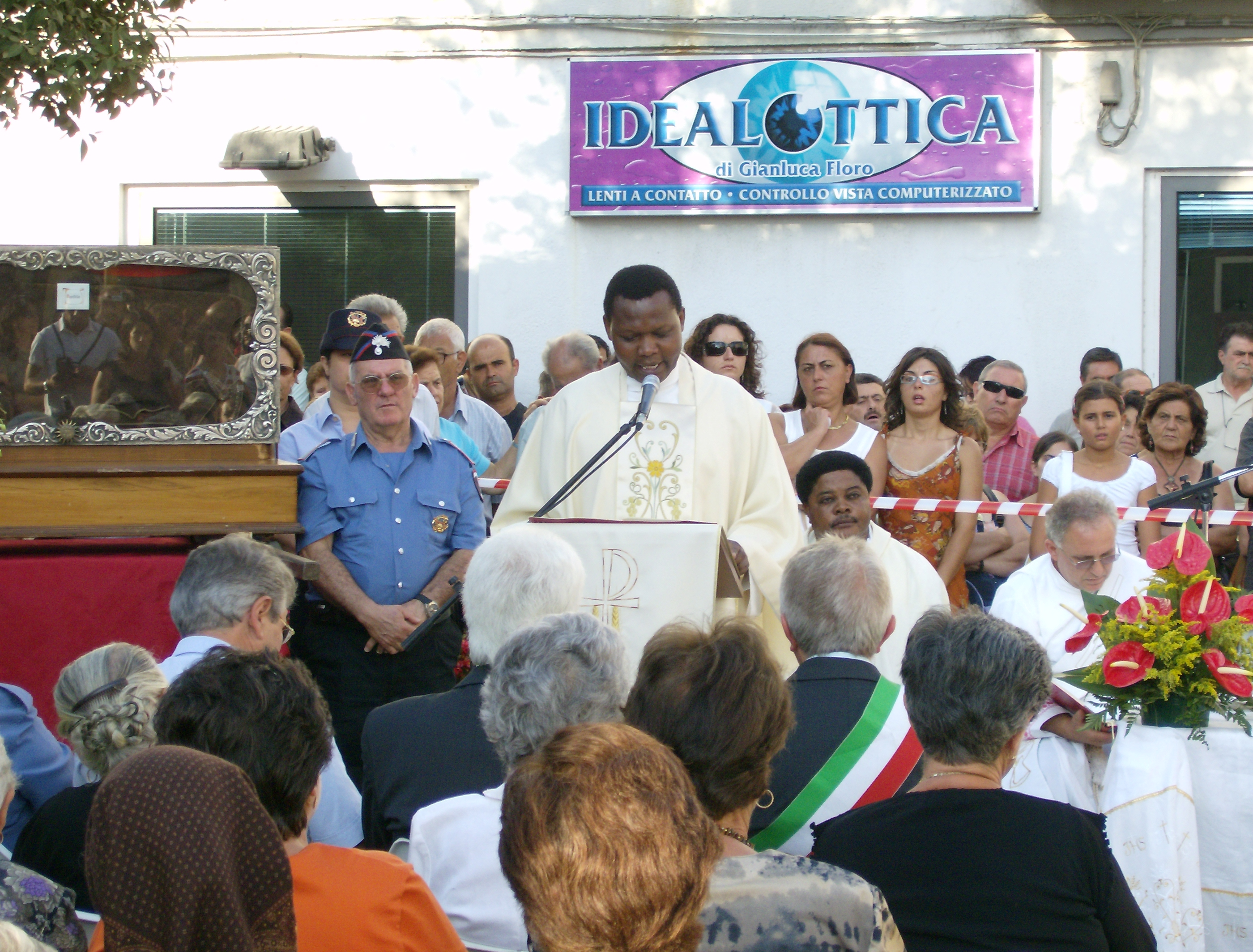
Uroczystości ku czci 500 rocznicy śmierci świętego Franciszka z Paoli (3 września 2007)

## Domy
Campora San Giovanni można podzielić ze względu na istniejące rezydencje następująco:
| - Augurato - Carratelli - Cologni | - Cozza - Cuccuvaglia - Fravitte | - Gallo (południowa) - Imbelli - Marano | - Marinella - Mirabelli - Oliva | - Piana Cavallo - Piana Mauri - Principessa | - Ribes - Rubano - Strìttùrì - Villanova |

## Gospodarka
Ekonomia Campora San Giovanni opiera się na rolnictwie oraz turystyce. W latach 50. XX wieku rozpowszechniona została uprawa czerwonej cebuli Tropea, która obecnie jest dostępna na rynkach krajowych i zagranicznych.
Przez ostatnie 20 lat miasto jest w stanie szybkiego rozwój handlu i eksportu. Jest to możliwe dzięki przechodzącej linii kolejowej, drodze SS18, bliskości autostrady A3 (8 km) oraz lotniska Lamezia Terme (25 km).

## Lokalna kuchnia
Dla Campora charakterystyczna jest kuchnia regionu Kalabrii, wywodząca się z kultury rolniczej i tradycji rybackiej. Opiera się ona na prostych daniach, warstwowych ciastach i wieprzowinie. Typowe dania zawierają:

### Kuchnia tradycji chłopskiej
- Coria (or Frittule) 'ccu fasuli e cipulle – skóra wieprzowa z fasolą oraz czerwoną cebulą.
- Frittata i Carunevale – podczas Mardi Gras, każda rodzina przygotowuje omlet spaghetti ze świeżym serem Ricotta i kiełbaskami, ze względu na to, że w dniu następnym (tj. Środa Popielcowa) rozpoczyna się wielki post.
- Patate 'ccu pipe e mulinciane – frytki smażone z papryką i bakłażanem; czasami dodawana jest doń wieprzowina.
- Minestra e fasuli – aromatyczne przyprawy, gotowane lub smażone w płytkim oleju, z fasolą; czasami dodawane są doń papryczki chilli.
- Mulinciane e pummaduari – bakłażan z oliwą i świeżymi pomidorami (jest daniem letnim).
- Spezzatino (Gulasz) – gulasz wieprzowy z pieczonymi ziemniakami oraz sosem pomidorowym; najczęściej wybierany przez turystów.
- Pitticelle – płaskie ciasto na mące, często z kwiatami dyni lub cukinią, czy też oliwkami.

### Owoce morza
- Pasta 'mbiancu e baccalà – makaron z gotowanym baccalà (tj. specjalnie przygotowanym dorszem) z przybraniem oraz oliwą; danie to jest typowe dla świąt, w czasie których zakazane jest mięso (np. Środa Popielcowa)
- Baccalà e patate vullute – gotowany w sosie pomidorowym baccalà z dużymi kawałkami ziemniaków.
- Alici fritte – małe sardele smażone na oleju z przybraniem z cytryny lub pomarańczy.
- Alici sutt’uaglio – sardele w oleju, jedzone z chlebem, oregano i pomidorami.
- Alici 'mpipate – sardele na ostro, jedzone z chlebem.

### Ciasta
- Cuzzupa – ciasto typowe dla świąt wielkanocnych, zwykle z jajkiem na środku.
- Bucchinotti o Buccunotti – ciasto typowe dla regionu Kalabrii z dżemem z winogron lub kakao.
- Pani i castagna – ciasto podobne do castagnaccio z licznym rodzajem orzechów.
- Turdilli – ciasto charakterystyczna dla okresu Bożego Narodzenia, zanurzone w miodzie i spiralnym kształcie.

### Wino
Najczęściej spotykane wina lokalne to czerwone. Najbardziej znanymi są Savuto i Gallo.